# 四甲基臭氧化铵
四甲基臭氧化铵是一种臭氧化物，化学式为[(CH3)4N]O3。它可由四甲基氢氧化铵和稀释的臭氧反应得到，产物难溶于甲胺，反应生成的水可通过甲胺萃取来除去。此外，四甲基超氧化铵和臭氧化钾在液氨中的反应也能得到四甲基臭氧化铵。它是正交晶系晶体，具有CsCl结构。它比碱金属臭氧化物更稳定，于75 °C分解。它在100 °C的分解产物有三甲胺、氧气、二甲醚、甲醇等物质。

## 相关化合物
四乙基臭氧化铵（[(C2H5)4N]O3，CAS: 133324-06-8）是亮宝石红色晶体，分子中β-H的存在使之稳定性变低，30~40 °C即可分解生成三乙胺、乙烯和氧气。